# Port lotniczy Ōsaka
Międzynarodowy Port Lotniczy Ōsaka (jap. 大阪国際空港 Ōsaka Kokusai Kūkō) – port lotniczy położony niedaleko Ōsaki, w Japonii. Odkąd międzynarodowy ruch lotniczy w regionie Kinki przejął otwarty w 1994 roku Kansai International Airport, lotnisko stało się głównym lokalnym węzłem komunikacji krajowej (wbrew nazwie international). Często nazywany Portem Lotniczym (Lotniskiem) Itami dlatego, że większość jego obszaru znajduje się w mieście Itami w prefekturze Hyōgo. Terminal położony jest jednak w mieście Toyonaka w prefekturze Ōsaka. Jedyna droga od strony Itami prowadzi przez długi tunel pod pasem startowym.

## Linie lotnicze i połączenia
Lotnisko obsługiwane jest przez 6 linii lotniczych, które oferują bezpośrednie połączenia do 28 portów lotniczych w Japonii:
| Linia lotnicza     | Kierunek |
| ------------------ | --- |
| All Nippon Airways | 1. Hakodate 2. Kagoshima 3. Kumamoto 4. Miyazaki 5. Naha 6. Niigata 7. Sapporo-Chitose 8. Sendai 9. Tokio-Haneda Sezonowo: 1. Kushiro |
| ANA Wings          | 1. Akita 2. Aomori 3. Fukuoka 4. Fukushima 5. Hakodate 6. Kagoshima 7. Kōchi 8. Kumamoto 9. Matsuyama 10. Nagasaki 11. Niigata 12. Ōita 13. Sapporo-Chitose 14. Sendai Sezonowo: 1. Iwami                                                              |
| Ibex Airlines      | 1. Fukuoka 2. Fukushima 3. Kagoshima 4. Niigata 5. Ōita 6. Sendai |
| J-Air              | 1. Akita 2. Aomori 3. Fukuoka 4. Hakodate 5. Hanamaki 6. Izumo 7. Kagoshima 8. Kumamoto 9. Matsuyama 10. Misawa 11. Miyazaki 12. Nagasaki 13. Niigata 14. Ōita 15. Oki 16. Sapporo-Chitose 17. Sendai 18. Yamagata Sezonowo: 1. Asahikawa 2. Matsumoto |
| Japan Air Commuter | 1. Tajima 2. Yakushima Sezonowo: 1. Tanegashima |
| Japan Airlines     | 1. Amami 2. Naha 3. Sapporo-Chitose 4. Tokio-Haneda |